# Karl Müller (Politiker, 1890)
Karl Müller (* 12. September 1890 in Höhscheid; † 1. Juni 1968 in Solingen) war ein deutscher Politiker der SPD.

## Leben
Karl Müller war der Sohn eines sozialdemokratischen Metallfacharbeiters. er machte eine Ausbildung als Messerreider und wurde mit 18 Jahren Mitglied der SPD. Im Ersten Weltkrieg diente er als Soldat und schloss sich danach der USPD an, kehrte aber später wieder zur SPD zurück. Im Juni 1933 wurde er auf der Grundlage des Gesetzes zur Wiederherstellung des Berufsbeamtentums aus den Diensten der Stadt Solingen entlassen, für die er als Hilfsarbeiter tätig gewesen war. Auch sein Mandat in der Stadtverordnetenversammlung wurde ihm entzogen.
Gemeinsam mit anderen Genossen versuchte Müller, die SPD im Untergrund zu organisieren und hielt gemeinsam mit Ernst Gnoß Kontakt zur Exil-SPD, musste aber nach dessen Verhaftung und der des Gewerkschaftsführers Max Richter 1935 in die Niederlande fliehen. In den folgenden Jahren lebte er in den Niederlanden und Belgien und arbeitete als Mechaniker.
1940 wurde Müller beim Einmarsch deutscher Truppen in Belgien und in Frankreich als Enemy Alien interniert. Von dort konnte er 1942 mit Hilfe eines Pfarrers fliehen und lebte zwei Jahre lang illegal in St. Hilaire de Lavit im Departement Lozère. Im November 1944 ging Müller in das von den Alliierten befreite Paris und arbeitete dort bis 1945 als Sekretär der Landesgruppe Deutscher Sozialdemokraten in Frankreich.
Im Oktober 1945 kehrte Karl Müller nach Solingen zurück, wurde im Februar 1946 von den Briten für die SPD in den ersten Solinger Stadtrat berufen und war ab April 1946 zunächst hauptamtlicher Angestellter der Einheitsgewerkschaft und dann bis zu seiner Pensionierung 1955 Gewerkschaftssekretär der ÖTV in Solingen. Müller gehörte zudem vom 2. Oktober 1946 bis zum 19. April 1947 in der ersten und der zweiten Legislaturperiode dem Landtag von Nordrhein-Westfalen an.